# Totiviridae
Totiviridae (лат.) — семейство РНК-вирусов, инфицирующих грибы и протисты. Содержат линейную двухцепочечную РНК длиной 4,6—6,7 kb.
По данным Международного комитета по таксономии вирусов (ICTV), на май 2016 г. в семейство включают 5 родов:
- Род Giardiavirus (1 вид)
  - Giardia lamblia virus
- Род Leishmaniavirus (2 вида)
  - Типовой вид Leishmania RNA virus 1
- Род Totivirus (7 видов)
  - Типовой вид Saccharomyces cerevisiae virus L-A
- Род Trichomonasvirus (4 вида)
  - Типовой вид Trichomonas vaginalis virus 1
- Род Victorivirus (14 видов)
  - Типовой вид Helminthosporium victoriae virus 190S